# 孫茂利
孙茂利（1964年9月—），男，汉族，山东人，中国共产党和中华人民共和国政治人物，中国共产党党员，副总警监警衔，北京大学博士研究生。历任公安部法制局副局长，公安部法制局局长兼任公安部执法规范化建设领导小组办公室主任，公安部党委委员、副部长，中国刑事诉讼法学研究会副会长等职。